# Штурово
Штурово (слч. Štúrovo, мађ. Párkány) град је у Њитранском крају у јужној Словачкој на ушћу Хрона у Дунав, а град управно припада округу Нове Замки. 

## Историја
Град је био насељен већ у праисторијско доба, захваљујући свом повољном положају. Први писани запис о Штурову датира из 1075. године под именом Kakath. У 16. веку након што су Турци освојили Буду, 1541. године, град је заједно са Естергомом, дошао под турску власт. 
За време владавине Марије Терезије, град је добио права и постао окружни град.
Године 1850. тадашњи град Párkány добио је железничку станицу на прузи Братислава-Будимпешта. Године 1895. отворен је мост „Mária Valéria“ на Дунаву.
Након Првог светског рата град постаје део Чехословачке. Године 1938. поново постаје део Мађарске као резултат Прве бечке арбитраже. Совјетске трупе су биле у граду 1944/1945. године. Мост „Mária Valéria“ је био уништен по други пут, после првог пута 1920, по повлачењу немачких снага.
Након Другог светског рата, град се почео индустријализовати, а мост „Mária Valéria“ отворен је по трећи пут 2001. године.

## Становништво
| Година:    | 1994.  | 2004.    | 2014.   | 2024.    |
| ---------- | ------ | -------- | ------- | -------- |
| Број људи: | 13 512 | 11 290   | 10 568  | 9322     |
| Разлика:   |        | -16,44 % | -6,39 % | -11,79 % |

| Година:    | 2023. | 2024.   |
| ---------- | ----- | ------- |
| Број људи: | 9361  | 9322    |
| Разлика:   |       | -0,41 % |

Према попису становништва из 2005. године град је бројао 11.172 становника.
Етнички састав:
- Мађари - 68,74%
- Словаци - 28,13%
- Чеси - 1,17%
- Роми - 0,34%
- Немци - 0,03%
- Украјинци - 0,01%
- остали.

Верски састав:
- римокатолици - 77,18%
- атеисти - 12,27%
- евангелисти - 3,19%
- гркокатолици - 0,20%
- православци - 0,09%
- остали.

## Градови пријатељи
Град Штурово је побратимљен или има неки вид сарадње са:
- Естергом, Мађарска
- Брунтал, Чешка
- Кастељарано, Италија
- Нови Бечеј, Србија
- Бараолт, Румунија
- Клобуцк, Пољска